# Chalcophora mexicana
Chalcophora mexicana es una especie de escarabajo del género Chalcophora, familia Buprestidae. Fue descrita científicamente por Waterhouse en 1882.

## Distribución geográfica
Habita en la región neotropical.